# Антонио-Раймонди
Антонио-Раймонди (исп. Provincia de Antonio Raymondi, кечуа Antonio Raimondi pruwinsya) — одна из 20 провинций перуанского региона Анкаш. Площадь составляет 561,61 км². Население по данным на 2007 год — 17 059 человек. Плотность населения — 30,38 чел/км². Столица — город Льямельин.
Провинция была названа в честь известного итальянско-перуанского учёного-географа и натуралиста — Антонио Раймонди.

## География
Расположена в восточной части региона. Граничит с провинциями: Карлос-Фермин-Фицкарральд (на западе), Уари (на юге и востоке), а также с регионом Уануко (на северо-востоке).

## Административное деление

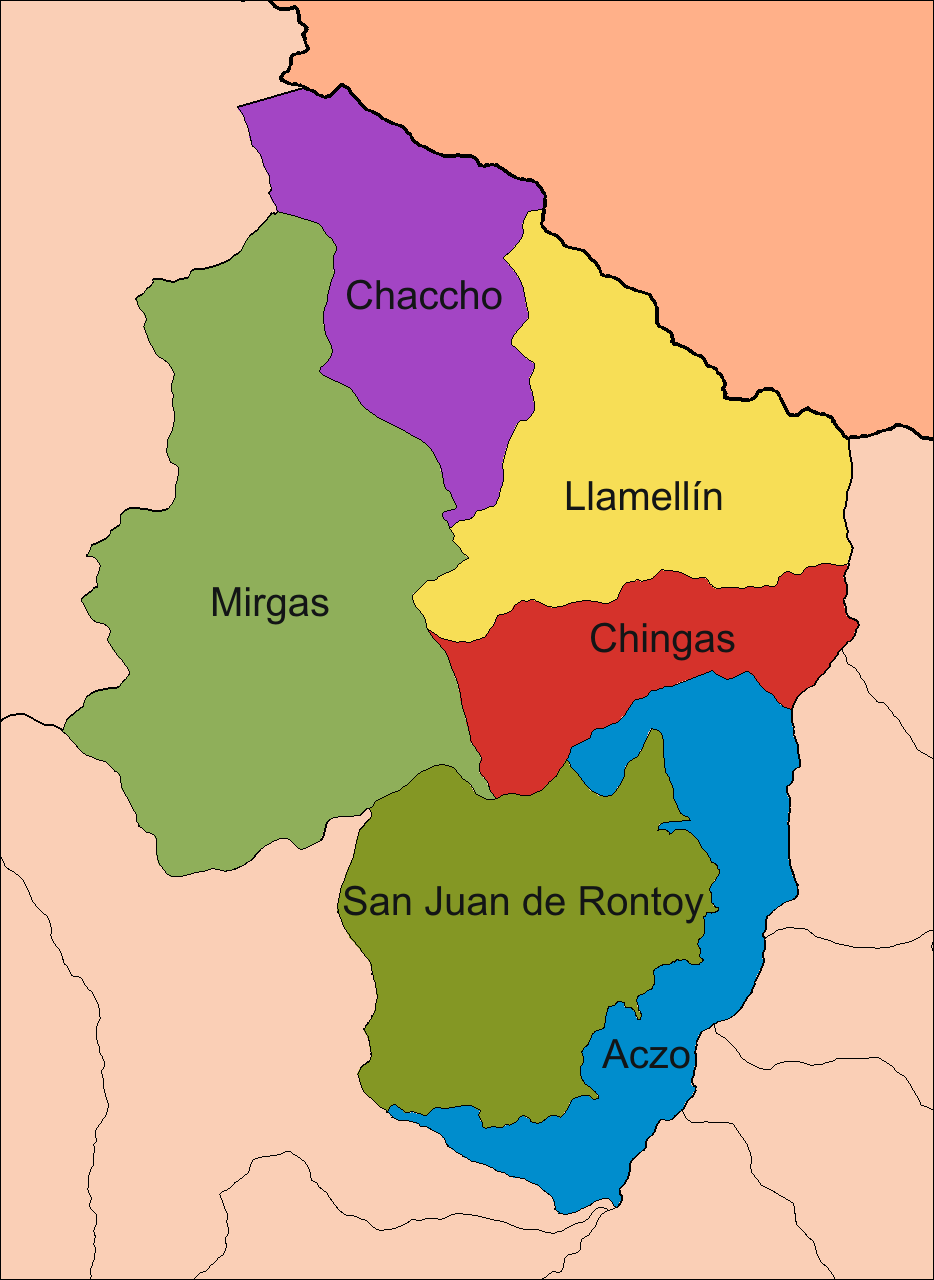
Административное деление провинции Антонио-Раймонди.

В административном отношении делится на 6 районов:
- Льямельин (Llamellín)
- Аксо (Aczo)
- Чакчо (Chaccho)
- Чингас (Chingas)
- Миргас (Mirgas)
- Сан-Хуан-де-Ронтой (San Juan de Rontoy)